# Нарва, Регина Борисовна
Регина Нарва (эст. Regina Narva, ур. Рытова (эст. Rõtova); 19 мая 1970, Таллин) — эстонская шахматистка, чемпионка Эстонии по шахматам (2011), мастер ФИДЕ среди женщин (2007).

## Биография
Дочь эстонских шахматистов Бориса Рытова и Мэрике Рытовой.
В чемпионатах Эстонии по шахматам завоевала золотую (2011), серебряную (1989) и 5 бронзовых медалей (1987, 2007, 2010, 2013, 2014). В 2013 году победила на чемпионате Эстонии по быстрым шахматам.
Представляла Эстонию на шахматных олимпиадах (2012, 2014, 2016) и на командных первенствах Европы по шахматам (2007).
Муж Регины Яан Нарва (1958 г.р.) имеет звание шахматного мастера ФИДЕ (2004), также шахматами занимаются их дочери Трийн Нарва (1994 г.р.) и Май Нарва (1999 г.р.), которая в 2014 году победила на чемпионате Эстонии по шахматам среди женщин.